# Embalse Bratsk
El embalse Bratsk (ruso, Бра́тское водохрани́лище, Bratskoye Reservoir) es un embalse del río Angará, ubicado en el óblast de Irkutsk, Rusia. Recibe su nombre por la ciudad de Bratsk, la más grande de las ciudades vecinas al pantano. Tiene una superficie de 5470 km² y un volumen máximo de 169,27 km³, que lo convierten en el 3º mayor del mundo por volumen y el 7º por área.

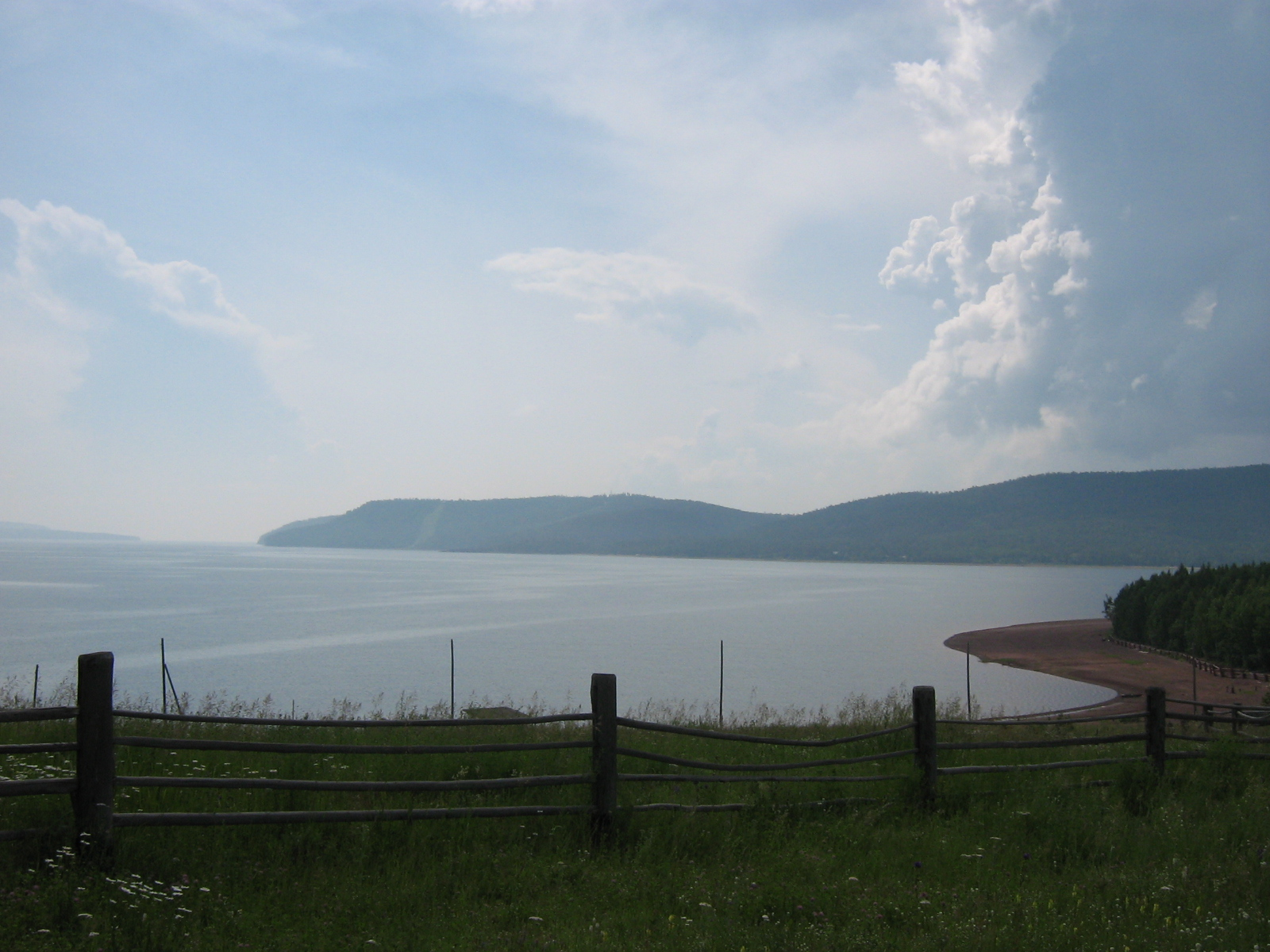
Vista del embalse de Bratsk

Su presa rellena de tierra de la planta hidroeléctrica de Bratsk fue completada en 1967. Tiene 125 m de alto y 4417 m de largo. El ferrocarril de la línea principal Baikal Amur recorre la parte alta de la presa. En la época de su inauguración, el embalse era el lago artificial más grande del mundo. Su capacidad de energía eléctrica es 4500 MW.

## En literatura
La épica construcción del embalse de Bratsk es el tema de un largo poema epónimo de Yevgeni Yevtushenko. Mucho más tarde (1976), el impacto de la construcción del pantano en la vida de los campesinos corriente arriba, muchos de ellos tuvieron que reubicarse fuera de las zonas inundadas, o perdieron parte de las mejores tierras de sus granjas colectivas, se convirtió en el motivo de la novela de Valentin Rasputin Adiós a Matyora.